# Valdieri
Valdieri (Vaudiè o Vodiar in piemontese, Vudìer in occitano) è un comune italiano di 926 abitanti della provincia di Cuneo in Piemonte.

## Geografia antropica
Il comune è incluso per buona parte nel Parco delle Alpi Marittime. Il territorio comunale è prevalentemente montano ed è molto esteso; appartiene alla Valle Gesso.
Ha sede a Valdieri l'ente di gestione delle aree protette delle Alpi Marittime. 

## Storia
Il territorio comunale di Valdieri dal 1861 al 1947 comprendeva anche la valle del torrente Molliera, situata oltre lo spartiacque padano, fino alla sua confluenza nel Tinea, con le due frazioni di Molliera e Perablancia, poi passate alla Francia. Il comune di Valdieri assorbì nel 1928, con il Regio decreto del 13 novembre n.2741, il territorio di Andonno, che fino ad allora aveva costituito un comune autonomo. Una delle frazioni di Valdieri, Sant'Anna, ospitò fino al 1943 numerosi sovrani di Casa Savoia, tra cui Vittorio Emanuele II, Umberto I e Vittorio Emanuele III, che in compagnia della regina Elena, vi trascorse ininterrottamente una parte delle proprie vacanze, dal 1905 al 1942. A Sant'Anna sono sopravvissute, sulla riva opposta del torrente Gesso rispetto a quella in cui si trova il paese, alcune delle semplici palazzine in cui soggiornava la famiglia reale. Lunedì 11 luglio 1910, la regina Elena del Montenegro insieme ai figli, alla bonne e ad alcuni accompagnatori, giunse in auto a Valdieri per controllare lo stato di avanzamento dei lavori nella palazzina di Sant’Anna dove, tra l’altro, si stavano installando le apparecchiature necessarie per i collegamenti telegrafici con Roma e con Racconigi. Nel pomeriggio, prima di rientrare nel castello reale ubicato in quest’ultima cittadina, la sovrana si divertì, in compagnia dei figli, a pescare le trote nel vicino torrente Gesso. Altri edifici furono demoliti dopo la fine della Seconda guerra mondiale dai proprietari subentrati ai discendenti di Casa Savoia; le palazzine superstiti, pur se cedute a terzi, sono rimaste di proprietà privata.

### Simboli
L'araldica civica di Valdieri non è del tutto definita nei suoi termini: lo stemma comunale, affrescato sulla facciata del municipio e attestato già nei primi decenni del XIX secolo risulta in uso de facto, senza alcun decreto o atto di approvazione formale.
Il disegno consiste in uno scudo accartocciato, dall'elaborata cornice rossa e azzurra: il campo è tipicamente azzurro o argento (alcuni documenti lo rendono anche in verde) e al centro è collocata una croce gigliata d'argento o d'oro, raggiata di rosso o d'oro. La compresenza di croce e campo argentea, peraltro, è una violazione delle regole araldiche, che vietano di avere elementi non contrastati rispetto al campo in cui sono collocati. Il frontespizio dello statuto comunale presenta una resa diversa: la cornice dello scudo è meno elaborata, di colore oro e accompagnata da due ghirlande d'alloro. Sopra l'insieme, una lista svolazzante (talora rossa, talora argentea) reca il motto latino SPES UNA SALUTIS, traducibile con “Unica speranza di salvezza”, mentre inferiormente un'ulteriore lista (bianca) riporta il toponimo VALDIERI. L'amministrazione comunale adotta abbastanza indistintamente le varie versioni dello stemma.
Il disegno, nel suo insieme, è un probabile omaggio a Casa Savoia, i cui membri ebbero una proprietà in località Sant'Anna e una riserva di caccia nella zona del Valasco. L'associazione dello stemma alla dinastia è legata alla croce, che ricorda una delle insegne dell’Ordine dei Santi Maurizio e Lazzaro.
Il gonfalone è un drappo di colore giallo caricato della predetta arma, che viene tuttavia nuovamente "reinterpretata" colorando d'oro la lista col motto e la croce; essendo quest'ultima in campo argento, si configura un'ulteriore infrazione delle regole araldiche, secondo le quali un elemento con smalto metallico non può essere collocato in un campo a sua volta metallico.

## Monumenti e luoghi di interesse
- Chiesa parrocchiale di San Martino Vescovo

### Aree naturali
Andonno, frazione di Valdieri, è un'importante meta per scalatori: infatti vi è una delle più grandi falesie del paese, dove è stato aperto il primo 8c+ (1993) e il primo 9b (2015) d'Italia.

## Economia
Il paese è conosciuto per la presenza di cave di marmo di tipo bardiglio, bianco e cipolino, utilizzati in diversi monumenti, chiese ed edifici piemontesi, tra i quali molti a Torino (la Chiesa dello Spirito Santo, la Banca d'Italia, il Politecnico eccetera).
Nell'omonima frazione comunale si trovano le Terme di Valdieri, aperte da maggio a settembre.

## Società

### Evoluzione demografica
Abitanti censiti

## Amministrazione

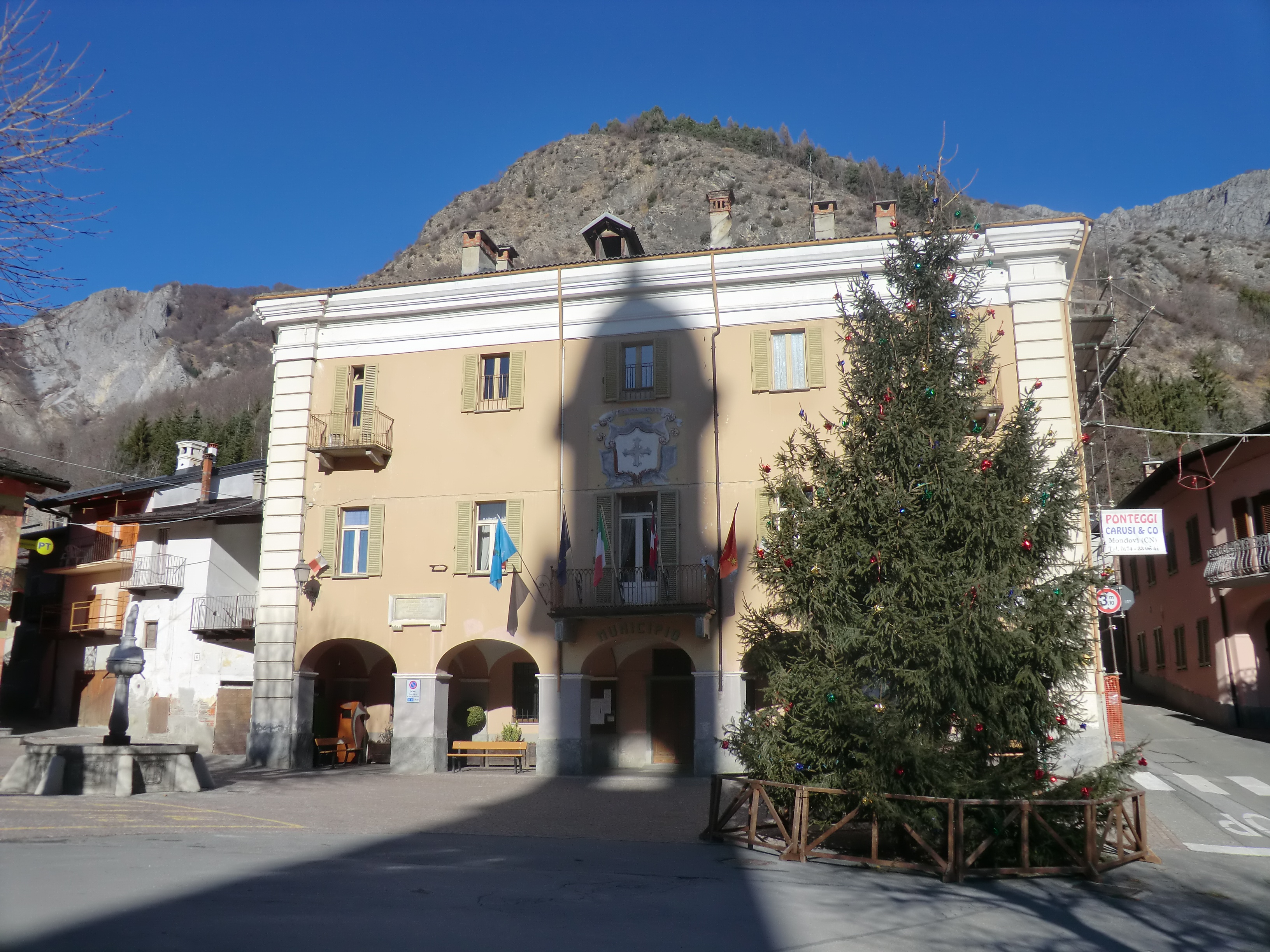
Il municipio

Di seguito è presentata una tabella relativa alle amministrazioni che si sono succedute in questo comune.
| Periodo          | Periodo        | Primo cittadino       | Partito                                             | Carica  | Note   |
| ---------------- | -------------- | --------------------- | --------------------------------------------------- | ------- | ------ |
| 5 settembre 1988 | 7 giugno 1993  | Agostino Forneris     | Partito Repubblicano Italiano                       | Sindaco | [ 12 ] |
| 7 giugno 1993    | 28 aprile 1997 | Battista Bluotto      | Democrazia Cristiana                                | Sindaco | [ 12 ] |
| 28 aprile 1997   | 14 maggio 2001 | Ivano Di Giambattista | Partito Democratico della Sinistra                  | Sindaco | [ 12 ] |
| 14 maggio 2001   | 30 maggio 2006 | Ivano Di Giambattista | lista civica                                        | Sindaco | [ 12 ] |
| 30 maggio 2006   | 16 maggio 2011 | Emanuel Parracone     | lista civica                                        | Sindaco | [ 12 ] |
| 16 maggio 2011   | 4 Ottobre 2021 | Giacomo Luigi Gaiotti | lista civica Per la continuità                      | Sindaco | [ 13 ] |
| 4 Ottobre 2021   | In carica      | Guido Giordana        | lista civica Con te per il paese Valdieri Tricolore | Sindaco | [ 14 ] |

### Altre informazioni amministrative
Valdieri faceva parte della comunità montana delle Alpi del Mare.

## Galleria d'immagini

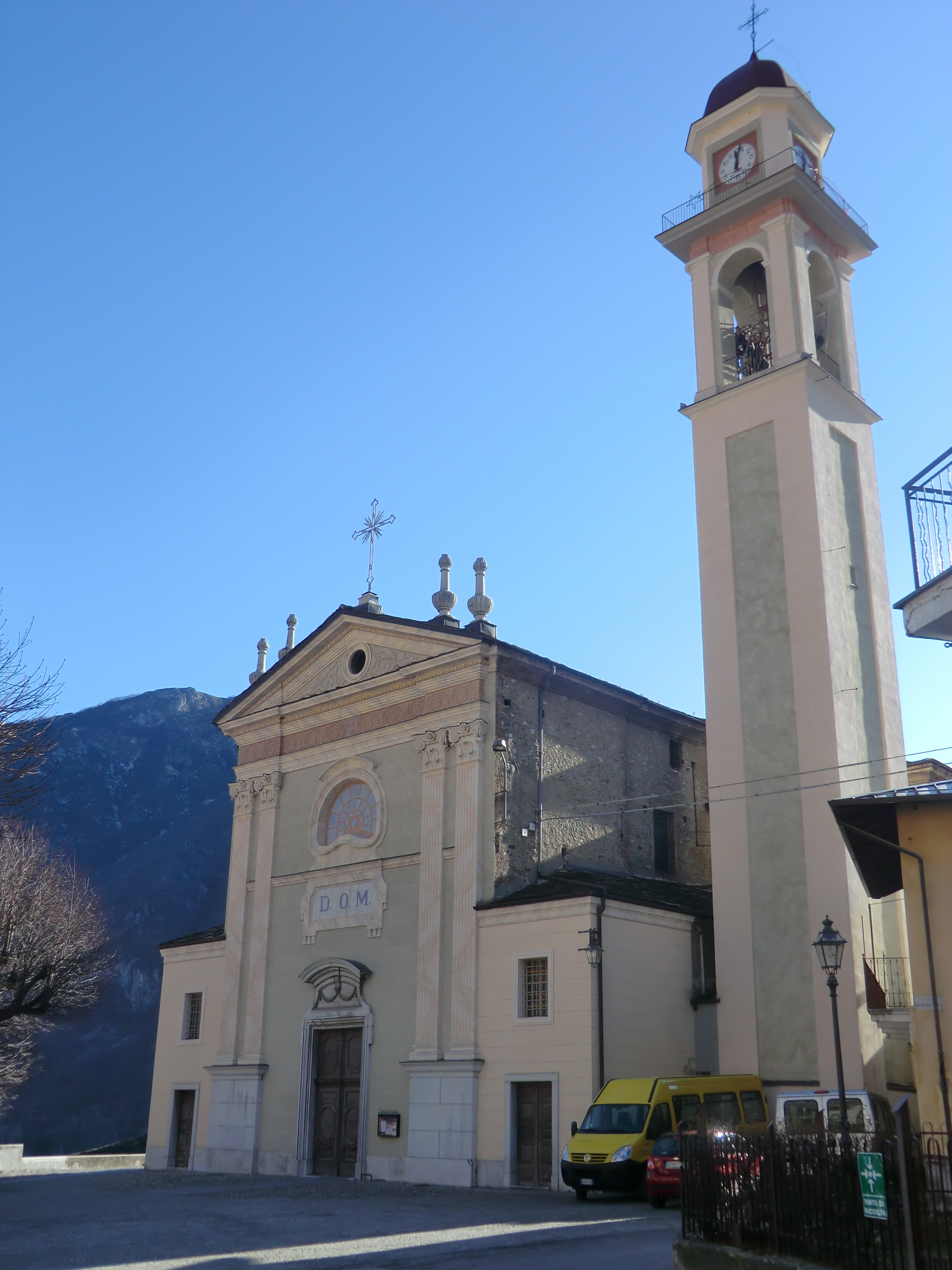
Chiesa parrocchiale di San Martino
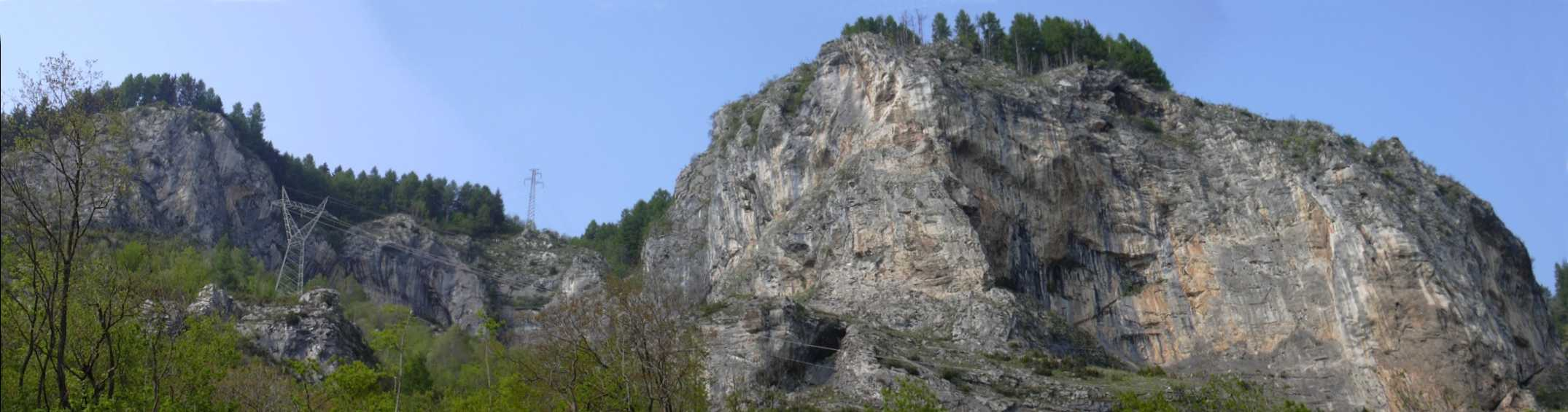
Palestra di arrampicata nei pressi della frazione di Andonno
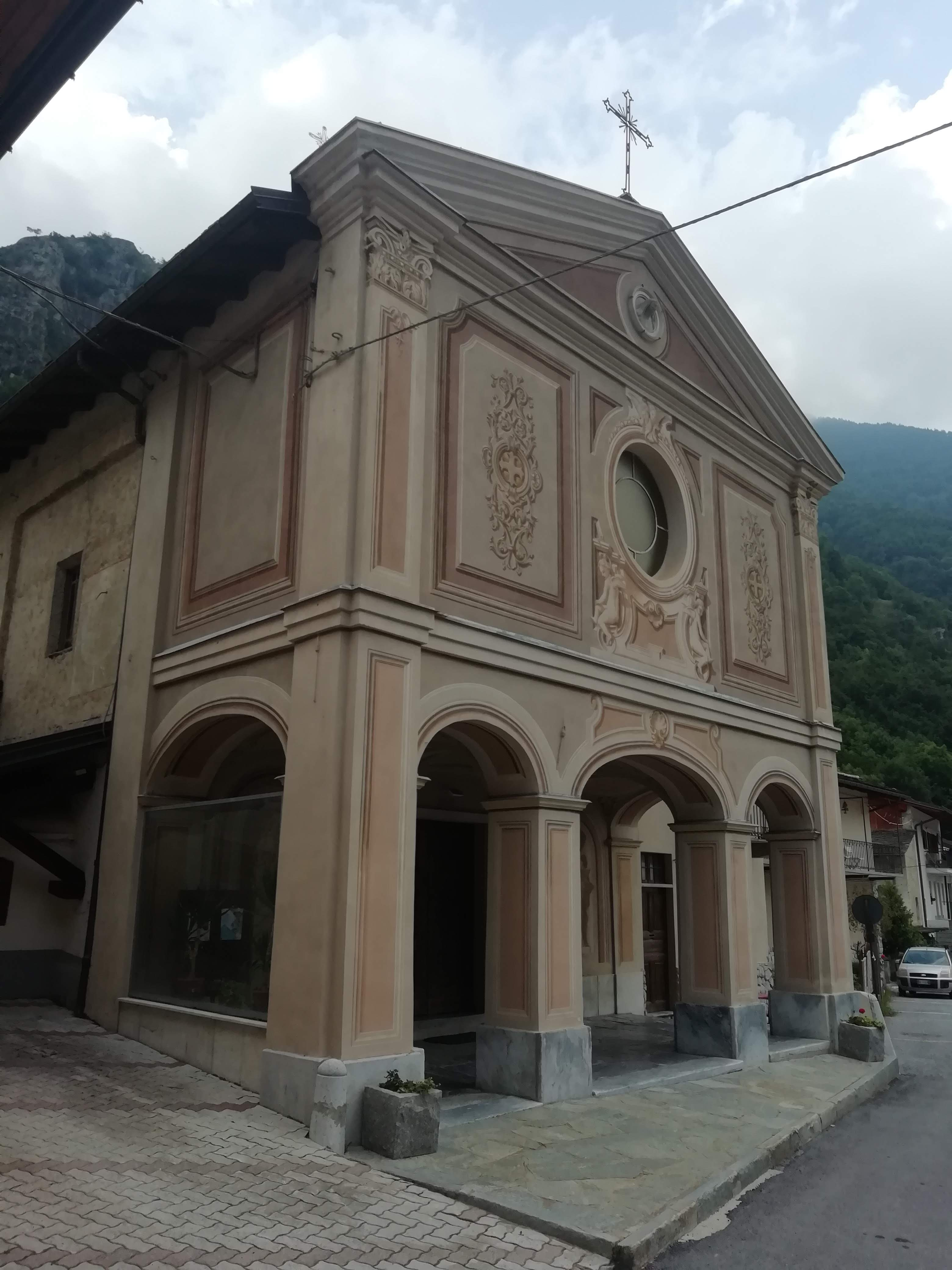
Chiesa di Sant'anna di Valdieri
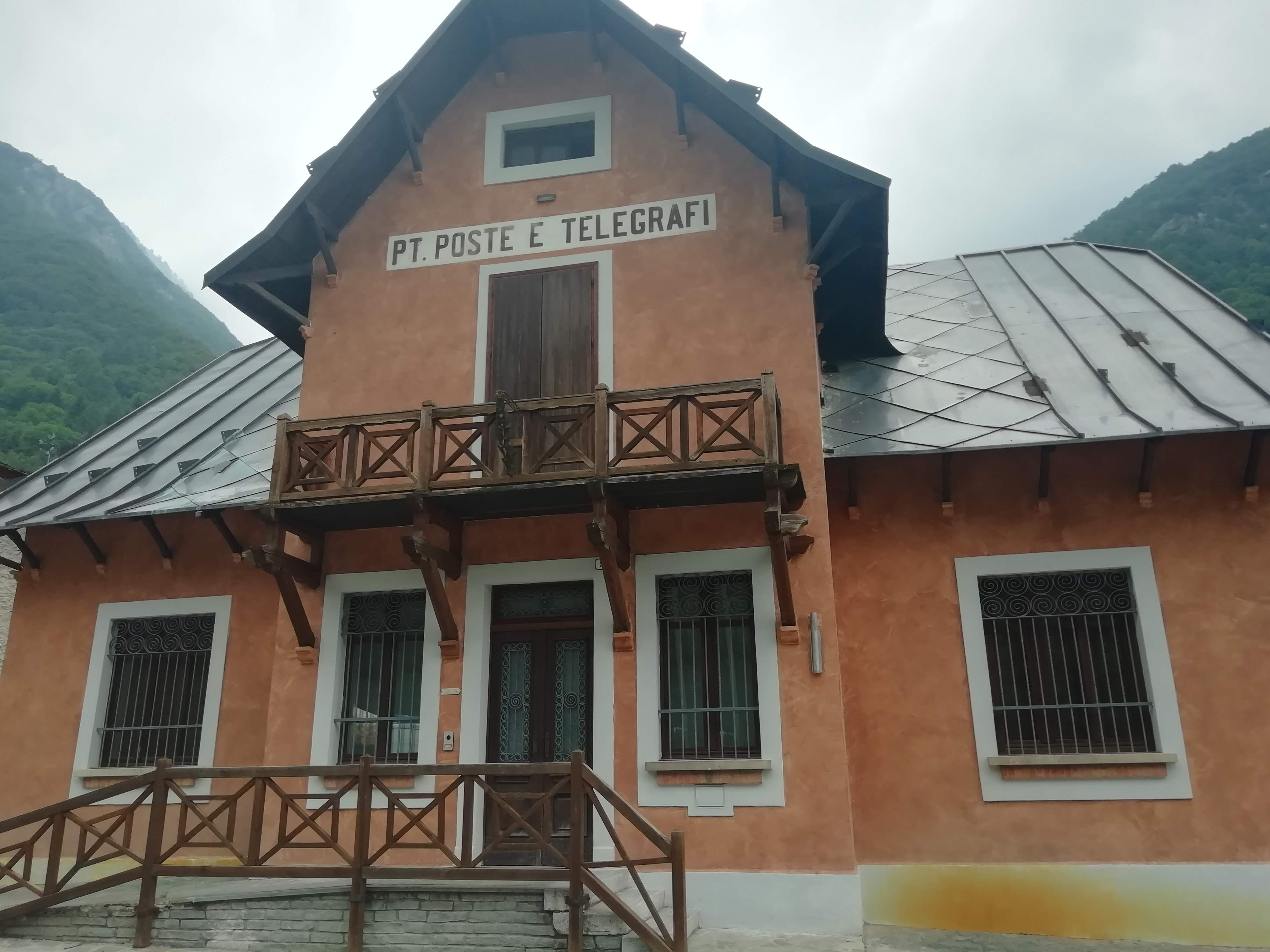
Ufficio Poste e Telegrafi di Sant'Anna di Valdieri